# Fatehpur
Fatehpur és una ciutat i municipi de l'Índia, capital del districte de Fatehpur a Uttar Pradesh. Està situada a 25° 56′ N, 80° 48′ E / 25.93°N,80.8°E. La població (cens del 2001) era de 151.757 habitants. No se sap quan fou fundada però fou ampliada per Nawab Abdus Samad Khan en el regnat d'Aurangzeb. El 1825 va esdevenir capital de subdivisió i el 1826 capital de districte. El 1872 fou declarada municipalitat.

## Mercats i barris
El principal mercat és Chowk. Altres mercats i barris són:
- Katra Abdul Ghani
- Amarzai
- Baqar Ganj
- Harihar Ganj
- Lala Ki Bazar
- Mahajari Mohalla.
- Qaziana
- Verma Tiraha
- Patel Nagar
- Pani Mohalla
- Collector Ganj
- Chaudhrana
- Shadipur Chauraha
- Murain Tola
- Civil Lines
- Jayaram Nagar
- Abu Nagar
- Rani colony
- Gaitri pragya peeth rani colony
- Abunagar Kakaraha
- Lathi Mohal
- Pakka talab
- Deviganj
- RadhaNagar
- Kheldar
- Shakun nagar v.p. road
- Krishnabihari nagar
- Shyam Nagar (PAC Road) Agni Chauhan
- chooriwali gali (mercat de dones)
- Maswani* Gautam Nagar
- V.I.P Road
- Zaidoon
- Sahimapur

Els principals temples són:
- Jai Siddheshwar, Chandiyana
- Kalkan Mandir
- Tambeshwar
- Gaitri Pragya Peeth rani colony
- Hanuman Mandir, Chowk
- Bhittora Ghat
- Bara shivala
- Hanuman Mandir Murain Tola
- Gaitri Shakti Peeth Harihar Ganj
- Jain Mandir (prop de l'estació de tren)
- Bharat Mata Mandir
- Mote Mahadevan

Mesquites: 
- Jama Masjid, Ahmad Gunj
- Masjid Baqar Gunj
- Hazrat Mir Syed Saleh Shab Rehmatullah Alai-Mutavalli-Syed Shehzad Ahmad
- Baradari Masjid-Founder Syed Abul Qasim i Syed Basir Uddin Ahmed Saheb
- Masjid Dalalaan
- Masjid Qaziana
- Masjid Aayesha
- Masjid Noori(Zaidoon)
- Masjid Yed Shah Razaali
- Unchi Masjid
- Jama Masjid Abu Nagar g.t. Road